# Christopher Rich (Theatermanager)
Christopher Rich (* 1657; † 4. November 1714) war ein Theaterbetreiber im London des späten 17. und frühen 18. Jahrhunderts.

## Wirken
Zuvor als Rechtsanwalt tätig, erwarb Rich am 24. März 1688 einen Geschäftsanteil des Theatre Royal an der Drury Lane von Alexander D’Avenant, der zusammen mit Charles Killigrew, dem Sohn des Erbauers und Patentinhabers Thomas Killigrew, das Theater in Besitz hatte. Die Aufgaben des Managements umfassten ab 1693 auch die Verwaltung und Betrieb des kleineren, aber älteren Dorset Garden Theatre.
Ab 1693 übernahm Christopher Rich auch die Leitung der Theatertruppe United Company (und somit das Management des Dorset Garden Theaters). Jedoch waren seine autokratischen Methoden derart umstritten, dass darin wirkende Schauspieler, wie Thomas Betterton, Elizabeth Barry und Anne Bracegirdle rebellierten.

## Theatre Royal Drury Lane
Bis 1692 hatte das Theater Schulden in Höhe von 800 Pfund angehäuft. Die Zuschauerzahlen sanken und die Schauspieler wurden unzufriedener. Zu diesem Zeitpunkt beschlossen Alexander Davenant und Charles Killigrew die Gagen der Schauspieler zu kürzen, die Organisation zu straffen und das Unternehmen wieder profitabel zu machen. Allerdings muss es zeitgleich zu Veruntreuung von Geldern gekommen sein, denn Alexander Davenant wurde bald dessen verdächtigt und floh 1693 auf die Kanarischen Inseln. So versuchte Rich, nun leitender Manager, die begonnenen Anstrengungen zur Gesundung des Theaters fortzuführen. Dabei ließ er jedoch wenig Geschick in Menschenführung erkennen. Er sparte nicht nur an den Gagen, sondern spielte auch die Schauspieler gegeneinander aus. Er wurde beschrieben als „as sly a Tyrant as ever was at the Head of a Theatre“ („so gerissen wie ein Tyrann, wie er jemals an der Spitze eines Theater war“).  Bis 1695 waren die Schauspieler, darunter der Manager und Schauspiellegende Thomas Betterton, so entfremdet und gedemütigt, dass sie – neun Schauspieler und sechs Schauspielerinnen – das Haus verließen und eine eigene Theatergesellschaft gründeten.
Ein Flugschrift unbekannter Herkunft beschrieb es seinerzeit so: „Das Missverhältnis war nach dem Ausscheiden so groß, dass es in der Drury Lane fast unmöglich war, eine ausreichende Anzahl aufzubringen, um alle Rollen eines Stücks zu besetzen; und von ihnen waren so wenige erträglich, dass ein Stück, welches vom Publikum keine besondere Gunst erfuhr, notgedrungen verrissen werden musste. Nicht weniger als sechzehn (die meisten alten Bewährten) gingen weg; und mit ihnen die Besten und Stärksten der Bühne; Diejenigen, die übrig blieben, waren Lernende, Jungen und Mädchen, ein sehr schlechter Ausgleich für diejenigen, die revoltierten.“

## Konkurrenz und „Theaterkrieg“
Das Theatermonopol des Theatre Royal Drury Lane, welches seit der Zusammenführung der dort wirkenden United Company, in London existierte, wurde aufgebrochen als Betterton ein Patent für das vor 20 Jahren als Theater aufgegebene Lincoln’s Inn Fields Theatre (nunmehr Ballhaus, eine Art Tennishalle) erhielt und nach Rückbau in ein Theater dieses am 30. April 1695 mit William Congreves Love for Love eröffnete und hierbei auch großen Erfolg hatte.
Anschließend kündigte Betterton für den darauf folgenden Dienstag (3. Mai) eine Neuinszenierung des Hamlet an – ein Stück in dessen Hauptrolle er zuvor große Erfolge feiern konnte. Rich reagierte darauf, in dem er für den vorangehenden Montag ebenfalls den „Hamlet“ im Theatre Royal Drury Lane ansetzte. Um nicht ins Hintertreffen zu geraten, kündigte Betterton an, dass sein „Hamlet“ nun ebenfalls am Montag Premiere haben werde. Um nicht zwei Hamlets und entsprechende Mindererlöse am selben Abend zu riskieren, die sich das Drury Lane zu der Zeit einfach nicht leisten konnte, lenkte Rich ein und kündigte eine Neuaufführung von Congreves Erfolgsstück „The Double Dealer“ an. Rich wollte nichts von einem Übereinkommen zwischen den nun rivalisierenden Theaterkompanien wissen und arbeitete stattdessen an einer Umgestaltung des Drury Lane. Ab 1700 stand ihm der Schauspieler Colley Cibber beratend zur Seite, welcher hierzu einen Fünfjahresvertrag für Schauspiel und Management erhielt.  Rich prophezeite zudem das baldige Ende der konkurrierenden Theaterkompanie. Dies geschah freilich nicht und Betterton wechselte 1705 mit seiner Truppe in das vom Schauspieler John Vanbrugh neu errichtete Queen’s Theatre am Haymarket. Vanbrugh erlitt mit einer Oper (Gli amori d'Ergasto) Verlust und stützte daraufhin das Haus durch weitere Opern und Theaterstücke. Im Oktober 1706 war Vanbrugh jedoch gezwungen für eine Laufzeit von 14 Jahren Geschäftsanteile des Theaters an Richs Agent Owen Swiney zu veräußern, der eine Gruppe Schauspieler aus der Drury Lane mitbrachte. Das ist insofern bemerkenswert, da Swiney selbst verschuldet war und als Mitarbeiter Richs galt.

„The real truth was, that he [Rich] had a mind both companies should be clandestinely under one and the same interest; and yet in 
so loose a manner, that he might declare his verbal agreement with Swiney good, or null and void, as he might best find his account in either.“

„Die Wahrheit war, dass er [Rich] plante, dass beide Unternehmen heimlich unter ein und demselben Interesse stehen sollten. Und doch so locker, dass er seine mündliche Übereinkunft mit Swiney für gültig erklären könnte oder für null und nichtig, somit konnte er seinen größten Vorteil aus beiden heraus ziehen.“

Die drei Londoner Theater (Drury Lane, Dorset Garden und Haymarket) befanden sich somit eine Zeitlang gemeinsam unter der faktischen Leitung Christopher Richs.

## Beruflicher Niedergang
Einer der Haupteigentümer, Sir Thomas Skipwith, welcher bereits schon früh in das Dorset Garden Theatre investierte, veräußerte 1707 eine Hälfte seines Anteils des Theatre Royal Drury Lane an den theateraffinen Oberst und Politiker Henry Brett. Dieser nutzte seinen persönlichen Einfluss beim Lord Chamberlain, Henry Grey, 1. Duke of Kent, um ein Lieblingsprojekt Cibbers voranzutreiben, welches ein Zusammengehen der Theatertruppen des Drury Lane mit der Cibbers am Haymarket Theatre ermöglichen sollte. Am 31. Dezember jenes Jahres erließ Gray ein Edikt, das den Haymarket auf Opernaufführungen unter Swineys Regie beschränkt und Richs Schauspieler zurück auf die Sprechtheaterbühne des Drury Lane beordert. Ungefähr zur gleichen Zeit entfremdete sich Swiney auch völlig von Rich. Am 15. Januar 1708 traten die beiden Theaterkompanien Haymarket und Drury Lane somit gemeinsam in Hamlet in der Drury Lane auf. Jedoch stellte dieses Zusammengehen niemanden zufrieden. Am 31. März 1708 übertrug Brett seinen Anteil am Patent an Robert Wilks, Richard Estcourt und Colley Cibber und diese planten sogleich eine neuerliche Abspaltung.
Rich mischte sich zudem auch in jene speziellen, nur wenige Male im Jahr gestatteten Aufführungen ein, deren Erlös direkt an die teilnehmenden Schauspieler ausgezahlt werden durfte, die sogenannten Benefit Performances. Diese vertraglichen Vereinbarungen waren aber nur mündlich vereinbart und wurden von den Patentinhabern der Drury Lane unter Rich missachtet. Sie verweigertem jedem Schauspieler diese Benefit Performance, bis er oder sie ein Papier unterschrieben hatte, das die Zahlung eines Drittels dieser Aufführung an die Theaterbesitzer garantierte. Die Schauspieler legten beim Lord Chamberlain Rechtsmittel ein und die Patentinhaber wurden daraufhin angewiesen die Ansprüche der Kläger zu befriedigen. Die Patentinhaber lehnten ab und dem Theater wurde daraufhin am 6. Juni 1709 untersagt weitere Aufführungen auf die Bühne zu bringen. Diese Schließung sollte bis 1712 währen. Rich veröffentlichte eine Anzeige, in der er behauptete, dass die Schauspieler Wilks, Betterton, Estcourt, Cibber, John Mills und Anne Oldfield knapp £ 2000 erhalten hätten. Rich richtete zusammen mit den Patentinhabern, eine Petition an Queen Anne und führte ihre Beschwerden gegen den Lord Chamberlain an, der ihnen jegliche Wiedergutmachung für die Schließung verweigerte. Auch einige Schauspieler unternahmen dies in einer eigenen Petition. Wilks, Thomas Dogget, Cibber und Mrs. Oldfield schlossen sich der Petition nicht an; sie hatten entschieden, zu Swiney an den Haymarket zu wechseln, wo sie am 15. September 1709 mit Othello eröffneten.
Rich hielt weiterhin Barton Booth und weitere Schauspieler unter Vertrag. William Collier, einer der Patentinhaber,  beantragte und erhielt eine Lizenz und es gelang ihm einen Mietvertrag für das Drury Lane zu erhalten. Da aber keine Aufführungen stattfanden, zahlte Rich die Miete nicht, behielt aber den Zugriff auf das Theater. Dabei soll er das Theater allem Beweglichen entkleidet haben, wessen er habhaft werden konnte. In der Satirezeitschrift Tatler vom 15. Juli 1709 (Ausgabe 42) veröffentlichte Richard Steele einen spöttische Auflistung „der Mobilien (orig: „Movabels“) von Christopher Rich, Esquire des Palastes in der Drury Lane. Es gibt solche Dinge wie einen Regenbogen, ein wenig verblasst; ein Satz mit Wolken nach französischer Mode, gestreift mit Blitzen; Roxanas Nachthemd, Othellos Taschentuch, die kaiserlichen Gewänder von Xerxes, nur einmal getragen, ein Schwert mit Korbgriff, sehr praktisch zum Tragen von Milch und dergleichen; eine Schlange um Kleopatra zu beißen […]“ Collier nahm das Haus am 22. November 1709 in seinen Besitz. Eine humorvolle Darstellung dieser Vorgänge findet sich im The Tatler, Nr. 99 vom 26. November 1709, in dem Rich, vorgestellt unter dem Namen Divito, „alle Widersacher mit so viel Geschick verwundet haben soll, dass Männer befürchteten sogar zu Recht gegen ihn zu sein“.
Am 22. November 1709 erschien Collier mit einigen Unteroffizieren und bewaffneten Soldaten vor dem Theatre Royal und brach gewaltsam dessen Türen auf. Sie warfen das Personal Richs aus dem Haus und Collier erklärte dazu, er habe den Befehl Ihrer Majestät. Er berief sich hier auf ein Schreiben vom 19. November, verfasst von James Stanley, 10. Earl of Derby (1664–1736), in welchem dieser Collier mitteilte, dass die Queen ihm das Bespielen des Theaters unter seiner Führung erlaube. Kurz darauf verlor Rich seinen Rückhalt und Stellung an der Drury Lane und schied aus.

## Letztes Wirken und Tod
Allerdings hatte Rich bereits ein von Karl II. erteiltes Patent für das verlassene Lincoln’s Inn Fields Theatre erhalten. Auf dieser Grundlage riss er das alte Haus ab und errichtete an ungefähr derselben Stelle in der Portugal Row ein neues Theater. Bevor es jedoch fertiggestellt war, starb Rich am 4. November 1714. Es wurde dann am 18. Dezember 1714 von seinen Söhnen John Rich und Christopher Mosyer Rich mit dem 1706 verfassten Stück The Recruiting Officer von George Farquhar eröffnet.